# Little Italy (Winnipeg)

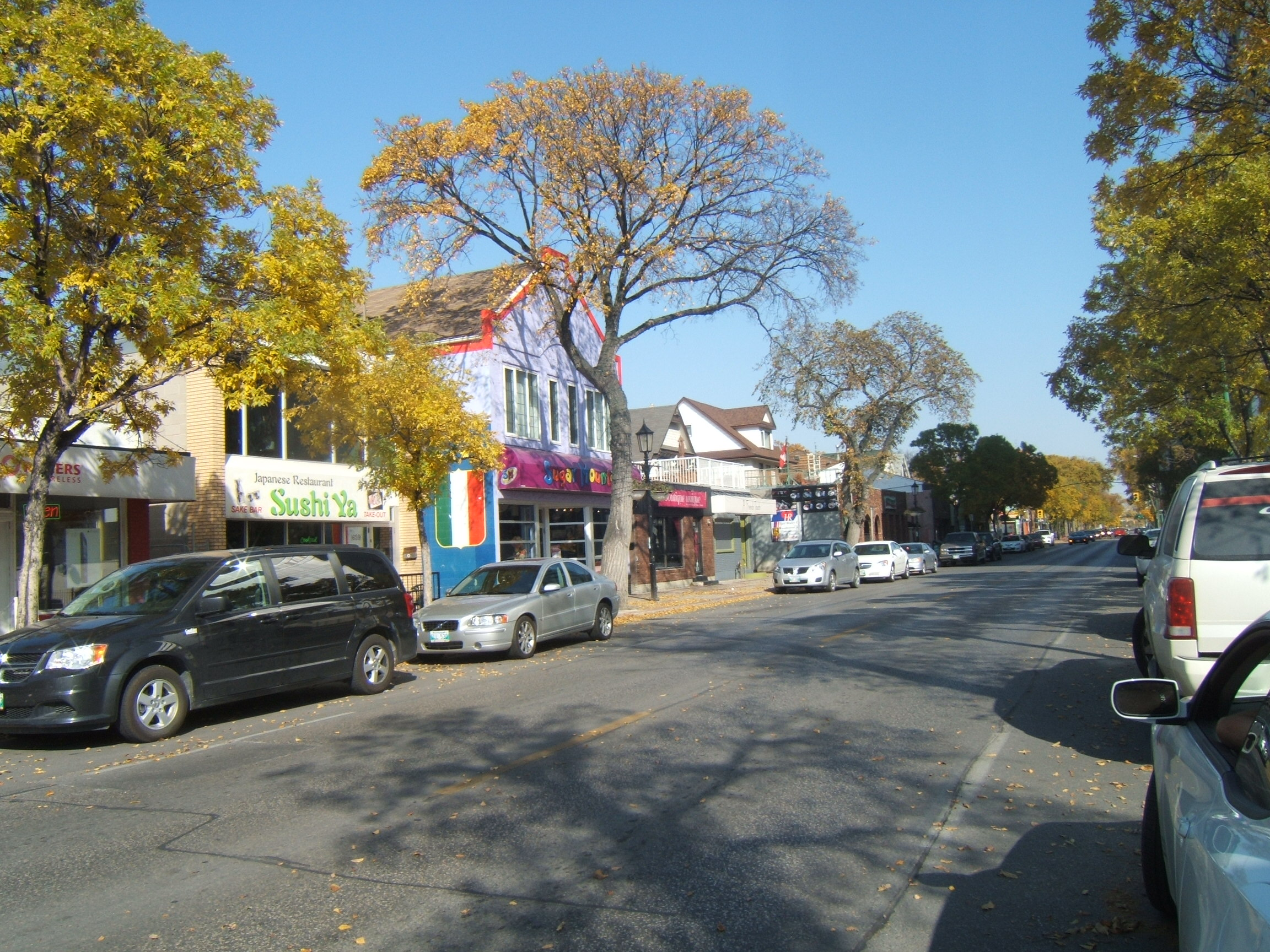
Corydon Avenue a Little Italy

Little Italy, noto anche come Corydon Village, è un quartiere di Winnipeg. Si trova su Corydon Avenue tra Stafford Street a ovest e Pembina Highway a est.

## Descrizione
Nel quartiere si trovano numerose attività commerciali italiane nel quartiere come caffè, ristoranti, gelaterie, saloni di bellezza.
Durante i mesi estivi nelle sere del fine settimana alcune strade nord-sud vengono chiuse per far posto a spettacoli dal vivo.
All'inizio degli anni 2010, i rappresentanti della città hanno incontrato i residenti e le parti interessate per pianificare lo sviluppo futuro del quartiere. Il Corydon-Osborne Area Plan è stato pubblicato nel 2014 per la consultazione della comunità ed è stato adottato dal Consiglio nel 2017.
Il termine "Little Italy" è diventato meno comune a causa della chiusura di alcuni ristoranti italiani e dell'afflusso di nuovi ristoranti e negozi non italiani. Oggi molti residenti di Winnipeg si riferiscono principalmente all'area come "Villaggio di Corydon".